# نصب حريق لندن الكبير

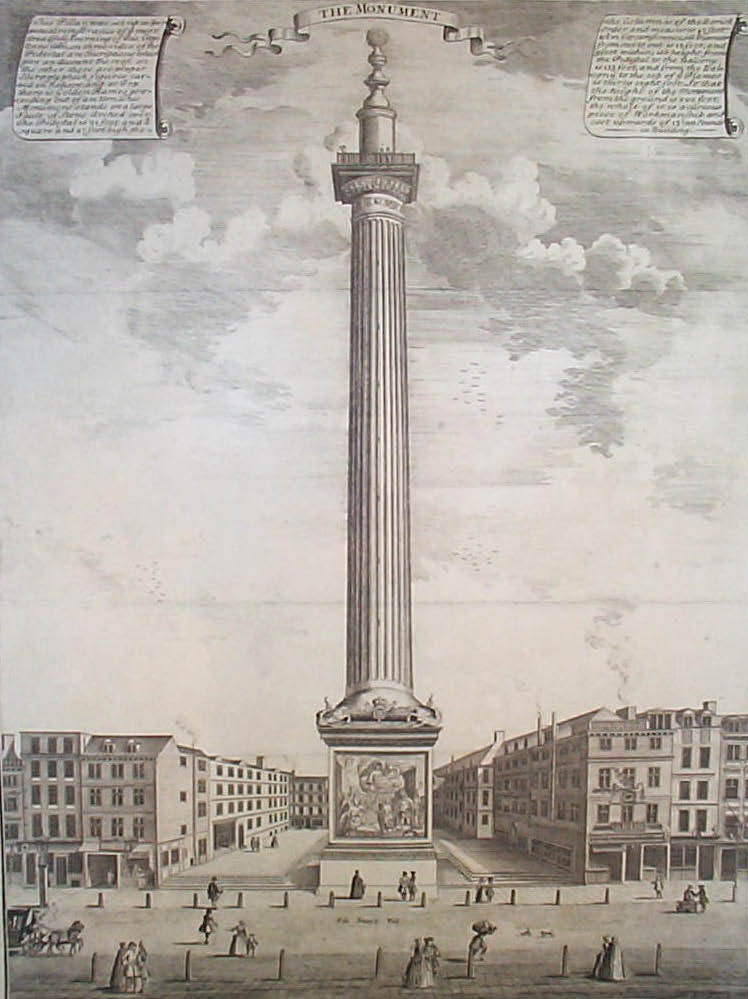
النصب التذكاري الذي صممه كريستوفر رن وروبرت هوك، في صورة لسوتون نيكولز رسمها عام 1753 تقريبًا.

النصب التذكاري لحريق لندن الكبير هو عمود من الصخر مبني على النظام الدوريسي الروماني في مدينة لندن، بالقرب من جسر لندن، من تصميم كريستوفر رن وروبرت هوك لتخليد ذكرى حريق لندن الكبير.

## وصلات خارجية
- Official Monument website
- City of London Monument page